# Robert H. Jackson

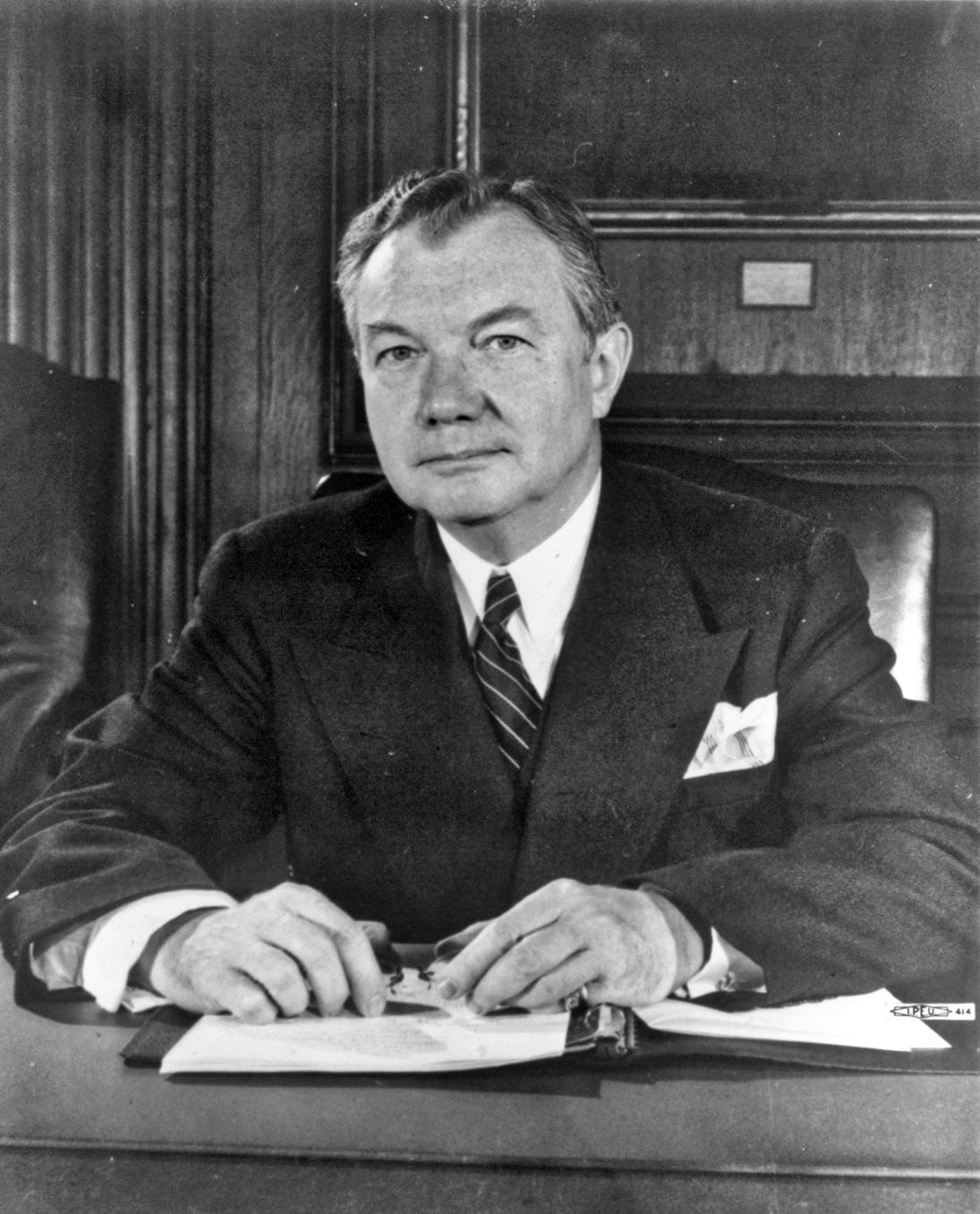
Robert H. Jackson (ca. 1945)

Robert Houghwout Jackson (* 13. Februar 1892 im Spring Creek Township, Warren County, Pennsylvania; † 9. Oktober 1954 in Washington, D.C.) war ein US-amerikanischer Jurist und Politiker. Er bekleidete das Amt des Attorney Generals, war Richter am Obersten Gerichtshof der Vereinigten Staaten und für sein Land Hauptanklagevertreter bei den Nürnberger Prozessen.

## Herkunft und Familie
Jackson wurde als einziger Sohn des Farmers und Holzfällers William Eldred Jackson und dessen Frau Angelina Houghwout geboren. Angelina hatte niederländische Wurzeln. Jackson wuchs zusammen mit seiner Schwester in Frewsburg, New York, auf. Am 24. April 1916 heiratete er Irene Alice Gerhardt aus Kingston, zusammen hatte das Paar zwei Kinder: William Eldred Jackson II (* 19. Juli 1919; † 4. Dezember 1999) und Mary Margaret Jackson (* 11. Februar 1921; † 4. Juni 1999).

## Frühe Tätigkeit
Nach dem Schulabschluss trat Jackson als Anwaltsgehilfe in eine Kanzlei in Jamestown, New York ein. Seine in diesem Zusammenhang erworbenen Rechtskenntnisse vertiefte er 1911–1912 im Rahmen eines kurzen Studiums an der Law School von Albany. 1912 beendete er sein Studium, ohne einen formalen Universitätsabschluss zu erhalten, da er mit 21 Jahren noch nicht das Mindestalter zum Erwerb von Studienabschlüssen hatte. Dennoch bestand er 1913 die Anwaltsprüfung und wurde als Rechtsanwalt zugelassen. Anschließend war er als Anwalt in Jamestown tätig. Seit 1934 war Jackson General Counsel beim Internal Revenue Service, der obersten Finanzbehörde auf Bundesebene. Von 1936 bis 1938 war Jackson stellvertretender Solicitor General und machte sich in verschiedenen Antitrust-Fällen einen Namen.
Nach einer Amtszeit als Solicitor General von 1938 bis 1939 wurde er von Präsident Roosevelt als Nachfolger von Frank Murphy zum Attorney General ernannt. Mit der Ernennung von Harlan Fiske Stone zum Chief Justice 1940 nahm Jackson den dadurch freigewordenen Sitz als Richter am Obersten Gerichtshof der Vereinigten Staaten ein. 1941 holte die Law School seine Gradierung nach und verlieh ihm einen Abschluss als Bachelor of Laws sowie schließlich 1951 einen Titel als Legum Doctor ehrenhalber.
Im Jahr 1943 war er federführend bei einem kontroversen Urteil (West Virginia State Board of Education v. Barnette), das eine Regelung aufhob, die einer öffentlichen Schule die Möglichkeit gab, ihre Schüler zum Fahnengruß zu verpflichten und bei Zuwiderhandlung Strafen gegen diese Schüler zu verhängen. Jackson führte hierbei das Mehrheitsvotum an, das für die Rechtswidrigkeit der Regelung stimmte.

## Chefankläger in Nürnberg

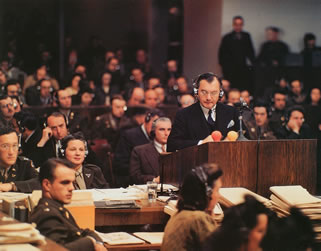
Robert H. Jackson als US-Chefankläger in Nürnberg (Foto: Ray D’Addario)

Jackson wurde 1945 von seinem Amt als Richter am Obersten Gerichtshof beurlaubt, um bei der Ausarbeitung der Londoner Charta des internationalen Militärtribunals mitzuhelfen, die die rechtliche Grundlage für die Nürnberger Prozesse lieferte. Anschließend reiste Jackson nach Deutschland, wo er der Chefankläger der Vereinigten Staaten wurde. Der spätere Erfinder des Begriffs „Völkermord“, der polnische Völkermordforscher und Anwalt Raphael Lemkin, assistierte ihm dabei. Diese Rolle füllte Jackson nicht nur mit juristischen wie rhetorischem Geschick, sondern auch mit großer Hingabe aus. Nach dem Prozess gegen die Hauptkriegsverbrecher gab er diese Stellung jedoch auf und kehrte in die Vereinigten Staaten zurück. Sein Nachfolger wurde Thomas J. Dodd.

## Tod
Jackson starb am 9. Oktober 1954 im Alter von 62 Jahren in Washington, D.C. an einem Herzinfarkt und wurde in Frewsburg (New York) beigesetzt.

## Sonstiges
Das Wirken von Robert H. Jackson im Rahmen der Nürnberger Prozesse war Gegenstand des Zweiteilers „Nürnberg – Im Namen der Menschlichkeit“ (o.T.: „Nuremberg“). Jackson selbst wurde von Alec Baldwin gespielt.